# 艾奧塔 (明尼蘇達州)
艾奧塔（英語：Eyota，/iˈjoʊtə/ ee-YOH-tə）是一個位於美國明尼蘇達州奧姆斯特德縣的城市。

## 人口
根據2020年美國人口普查的數據，艾奧塔的面積為4.37平方千米，皆為陸地。當地共有人口2006人，而人口密度為每平方千米459人。